# Караев, Али-Овсат Керимович
Али-Овсат Керимович Караев (1914—1988) — советский горный инженер, нефтяник. Лауреат Ленинской премии. Брат государственного и партийного деятеля Алигейдара Караева.
Окончил Азербайджанский индустриальный институт в 1935. 
-Работал в нефтедобывающей промышленности:
- 1934—1940 инженер объединения «Азнефть»
- 1940—1945 зам. начальника и начальник отдела Дальневосточного нефтекомбината
- 1945—1952 главный инженер, управляющий трестом «Краснодарнефтегазразведка»
- 1952—1956 главный инженер треста «Крымнефтегеология»
- 1956—1963 зам. начальника управления нефти и газа «Краснодарнефть»
- 1963—1965 начальник Управления нефтяной и газовой промышленности Северо-Кавказского совнархоза
- 1965—1970 начальник ГУ по добыче нефти в Средней Азии и Казахстане
- 1970—1976 начальник Главного технико-экономического управления Миннефтепрома СССР
- 1976—1988 зам. директора ВНИИБТ по научной работе.

Лауреат Ленинской премии 1963 года за участие в комплексном решении проблемы бурения и эксплуатации газовых и газоконденсатных месторождений.
Награждён орденами и медалями. Почётный нефтяник. Заслуженный инженер Азербайджанской ССР.